# Седемте добродетели
Седемте добродетели, още седемте християнски добродетели или небесни добродетели, са морална категория в християнската етика, използвана от Римокатолическата църква, като противовес на седемте смъртни гряха.
Основополагащо богословско наставление, което събирателно описва всички догми и фундаментални въпроси на вярата на Католическата църква – катехизисът, определя добродетелта като „обичайно и твърдо разположение да върши доброто.“ Традиционно седемте християнски добродетели съчетават четирите класически кардинални добродетели на благоразумието, справедливостта, умереността и смелостта (или сила) с трите богословски добродетели на вяра, надежда и милосърдие. Те първоначално са приети от отците на Църквата като просто „Седемте добродетели“ и не бива да се бъркат със „Седемте главни добродетели“.

## Фундаментални добродетели
Гръцките философи Аристотел и Платон разглеждат умереността, мъдростта, справедливостта и смелостта като четирите най-желани черти на характера. „Премъдрост Соломонова“ е една от седемте книги на мъдреците, включени в Септуагинта. Мъдрост 8:7 гласи, че плодовете на Мъдростта „... са добродетели; защото тя учи на умереност и благоразумие, справедливост и твърдост и нищо в живота не е по-полезно за хората от тях.“
Моралните добродетели са нагласи и добри навици, които управляват действията, страстите и поведението на човека според разума; и са придобити с човешки усилия. Имануел Кант казва: „Добродетелта е моралната сила на волята при спазването на повелята на дълга“. Основните добродетели са благоразумието, справедливостта, твърдостта и умереността.
- Благоразумието (на латински: prudentia – „да гледаш напред, проницателност“) е способността да се управляваш и дисциплинираш чрез разума.[4] Нарича се Auriga virtutum („колесницата на добродетелите“), тъй като води другите добродетели.[5]
- Справедливостта е добродетелта, която регулира човека в отношенията му с другите. С правосъдието са свързани добродетелите на религията, благочестието и благодарността.[6]
- Твърдостта Тома Аквински нарежда на трето място след благоразумието и справедливостта и приравнява със смела издръжливост.[3] Търпението и постоянството са добродетели, свързани със силата на духа.
- Умереността е добродетелта, която въздържа в съответствие с разума желанията и удоволствията на чувствения апетит. С умереността са свързани добродетелите на съвестта, смирението и кротостта.[6]

Философите признават взаимната свързаност на добродетелите, така че смелостта без предпазливост рискува да се превърне в обикновена глупост. Аквински е намерил взаимовръзка между практическата мъдрост (prudentia) и моралната добродетел. Това често се нарича „Единството на добродетелите“. Аквински също твърди, че има значение не само какво прави човек, но и как го прави. Човекът трябва да се стреми към добър край и също така да направи правилен избор относно средствата за тази цел. Моралните добродетели насочват човека да се стреми към добър край, но за да се гарантира, че той прави правилния избор относно средствата за добра цел, човек се нуждае от практическа мъдрост.

## Седемте добродетели и седемте смъртни гряха
Списък на „Седемте главни добродетели“, които понякога се наричат просто „Седемте добродетели“ и които се противопоставят на Седемте смъртни гряха, се появява по-късно в епична поема, озаглавена Психомахия, или Битка / Състезание на душата. Написана от Пруденций, християнски управител, починал около 410 г., това води до битката между добрите добродетели и злите пороци. Огромната популярност на това произведение през Средновековието спомага за разпространението на концепцията за светата добродетел в цяла Европа.
След като папа Григорий I публикува списъка му със седем смъртни (капитални) греха през 590 г., седемте основи на добродетелите стават целомъдрие, сдържаност, милосърдие, старание, търпение, доброта и смирение. Казва се, че практикуването им предпазва човек от изкушението от седемте смъртни греха.
В Библията, седемте смъртни гряха се появяват в писанията за Содом и Гомор.
Теологична систематизация:
| №         | добродетел | грях        |             |                |          |
| български | латински   | български   | латински    | демон на греха |          |
| 1         | целомъдрие | castitas    | похот       | luxuria        | Асмодей  |
| 2         | лишение    | frenum      | чревоугодие | gula           | Велзевул |
| 3         | щедрост    | liberalitas | алчност     | avaritia       | Мамон    |
| 4         | трудолюбие | industria   | леност      | acedia         | Белфегор |
| 5         | търпение   | patientia   | гняв        | ira            | Сатана   |
| 6         | доброта    | humanitas   | завист      | invidia        | Левиатан |
| 7         | смирение   | humilitas   | горделивост | superbia       | Луцифер  |

## Теологични добродетели
Традиционното разбиране за различията в природата на фундаменталните и богословските (теологични) добродетели е, че последните не са напълно достъпни за хората в естественото им състояние без помощта на Бог.
| „ | Крайният обхват на всички добродетели е да разположат човека на действия, благоприятни за истинското му щастие. Щастието, на което обаче е способен човекът, е двойно, а именно естествено, което е постижимо чрез естествените сили на човека, и свръхестествено, което надвишава способност на неподпомогнатата човешка природа. Тъй като следователно само естествените принципи на човешките действия са недостатъчни за свръхестествен край, е необходимо човек да бъде надарен със свръхестествени сили, които да му позволят да постигне окончателната си съдба. Сега тези свръхестествени принципи не са нищо друго освен богословските добродетели. | “ |

## Вижте още
- Седемте смъртни гряха